# 프레스코

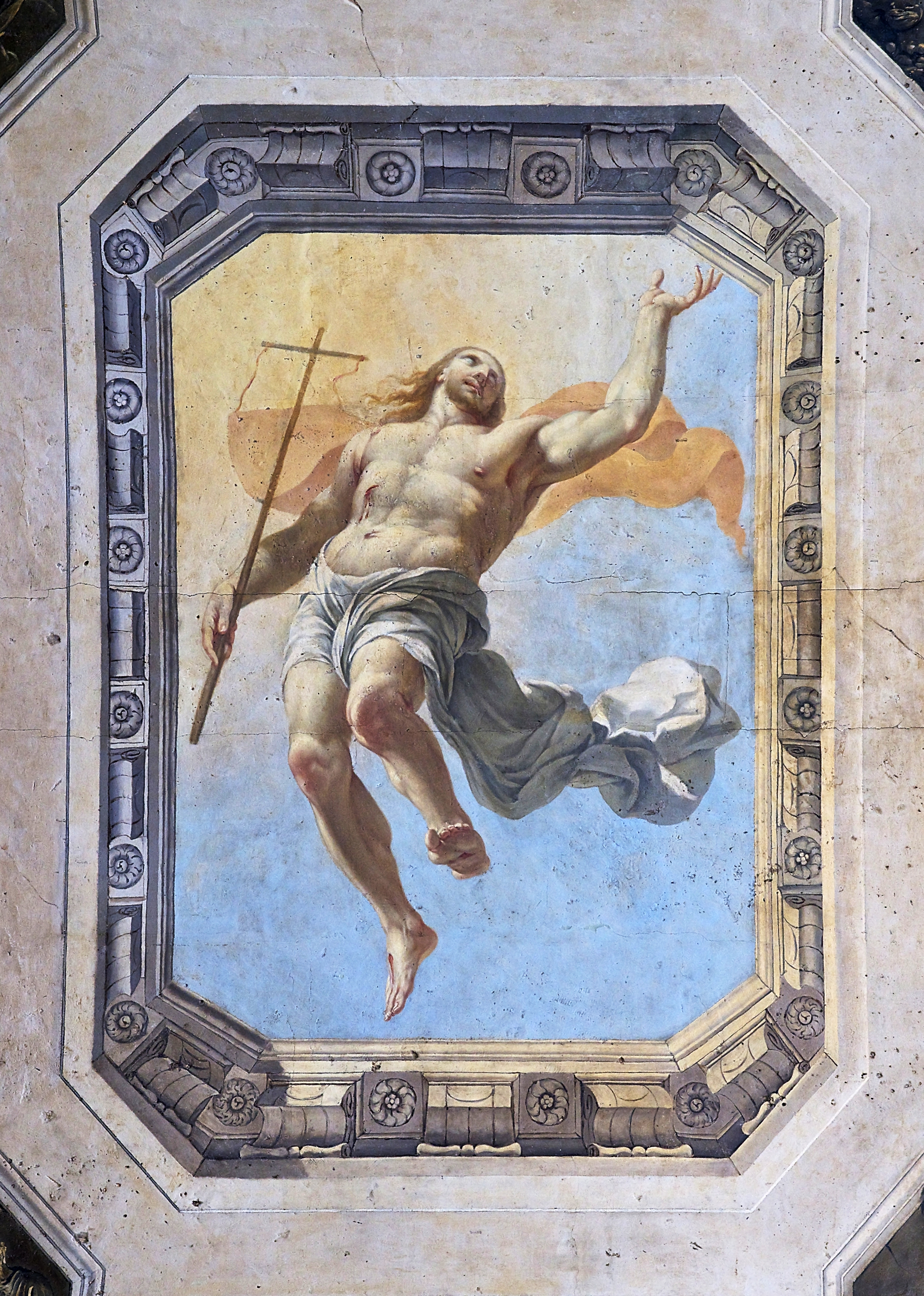
Michel Corneille the Elder, "그리스도의 부활"

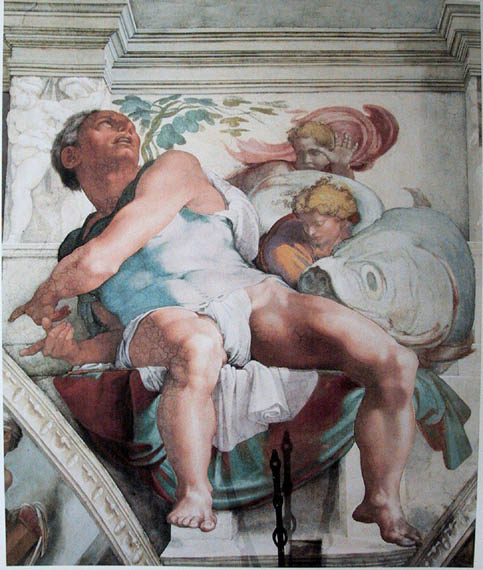
미켈란젤로, 바티칸의 시스티나 성당, 이탈리아, 로마

프레스코(영어: fresco, 복수형 frescos 또는 frescoes)는  'a fresco'  (방금 회(灰)를 칠한 위에) 라는 이탈리아어에서 나온 낱말로서 르네상스와 바로크 시대에 많이 그려진 벽화를 일컫는다. 석회·석고 등으로 만든 석회벽의 건조가 채 되지 않은 벽면에 수용성 그림물감으로 채화(彩畵)하는 기법이다. 프레스코란 벽이 깨끗하게 도식(塗飾)되어 있어서 신선하다는 뜻으로, 영어의 프레시(fresh)도 그에 유래한다.
그림물감의 종류는 토질(土質)·광물질의 것으로 색수는 적다. 그림물감은 벽에 흡수되어, 벽이 마를 때 표면에 고착하므로 빛깔이 변색되지 않고 내구력이 있다. 다만 말라감에 따라 광택을 잃고 발색이 둔화되는데 거기에서 프레스코 특유의 차분한 색조(色調)를 볼 수 있다. 르네상스 이후 벽면이나 천장화에 많이 쓰인다. 15세기-16세기 이탈리아에서 가장 발달했고, 미켈란젤로의 시스티나 예배당의 천장화나 벽화, 라파엘로의 바티칸궁의 벽화 등이 프레스코 기법에 의한 대표적인 작품들이다.

### 유래와 역사
프레스코는 인류 회화사에서 아마 가장 오래된 그림의 기술 혹은 형태로 여겨진다. 기원전 약 3000년에 미노스문명의 중심지인 크레타섬의 크노소스의 벽화는 프레스코의 기술로 그려졌으며, 기원전 5세기 이래 중국, 한국, 일본에서 그려진 불교벽화의 대부분은 프레스코에 속한다고 볼 수 있다. 그리고 한국의 삼한시대 고분벽화 역시 프레스코의 기술을 사용한 것으로 보인다.